# Têmpera (metalurgia)

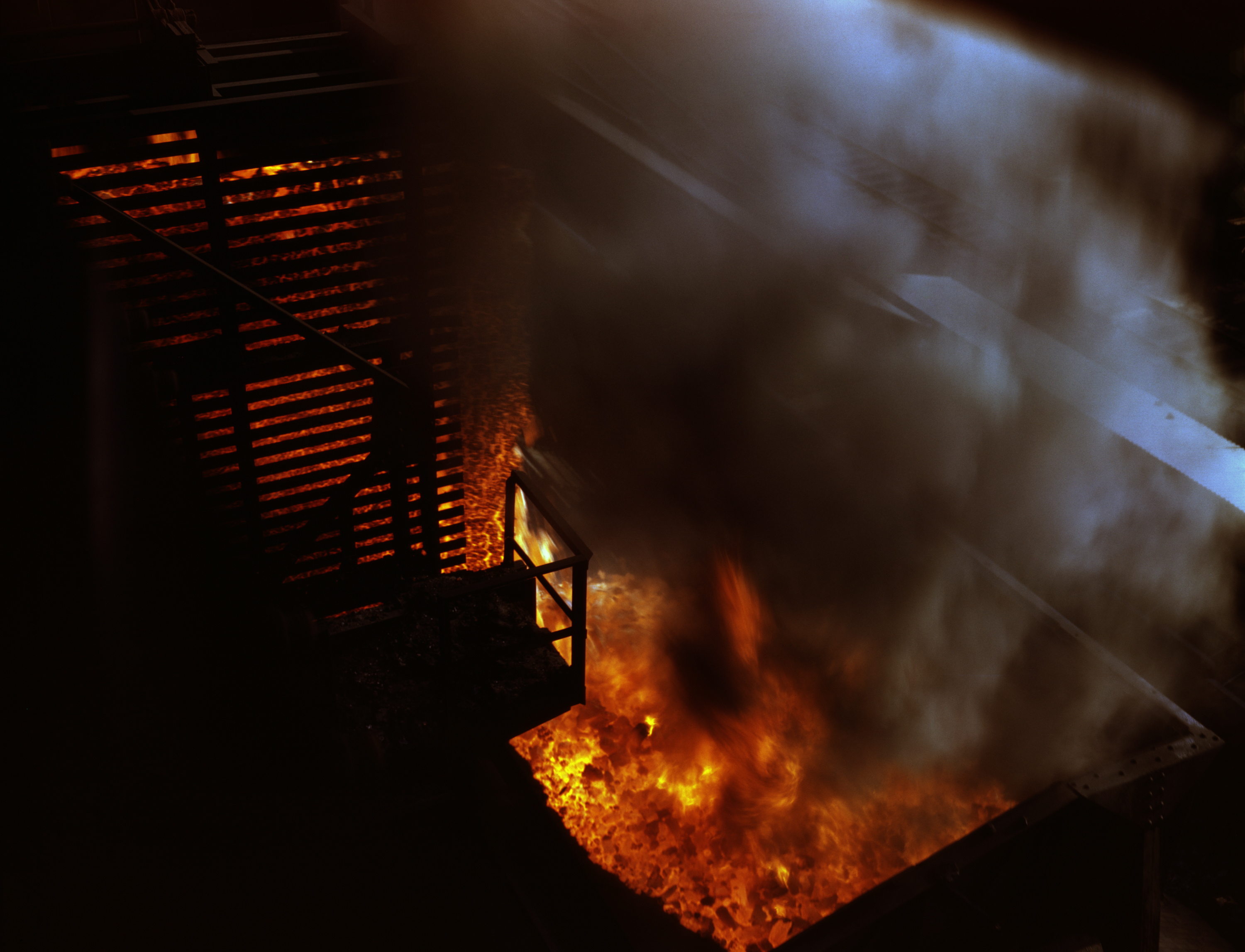
Coque sendo empurrada para dentro de um carro de têmpera, fornos Hanna da Great Lakes Steel Corporation, Detroit, Michigan, novembro de 1942

Na ciência dos materiais, têmpera é o resfriamento rápido de uma peça em água, óleo, polímero, ar ou outros fluidos para obter certas propriedades do material. Um tipo de tratamento térmico, a têmpera evita a ocorrência de processos indesejados de baixa temperatura, como transformações de fase. Isso é feito reduzindo a janela de tempo durante a qual essas reações indesejadas são termodinamicamente favoráveis e cineticamente acessíveis; por exemplo, a têmpera pode reduzir o tamanho do grão cristalino de materiais metálicos e plásticos, aumentando sua dureza.
Na metalurgia, a têmpera é mais comumente usada para endurecer o aço, induzindo uma transformação martensita, onde o aço deve ser resfriado rapidamente através do seu ponto eutetóide , a temperatura na qual a austenita se torna instável. No aço ligado a metais como níquel e manganês, a temperatura eutetoide torna-se muito mais baixa, mas as barreiras cinéticas à transformação de fase permanecem as mesmas. Isto permite que a têmpera comece a uma temperatura mais baixa, tornando o processo muito mais fácil. O aço rápido também adicionou tungstênio, que serve para levantar barreiras cinéticas, que entre outros efeitos conferem propriedades ao material (dureza e resistência à abrasão) como se a peça tivesse sido resfriada mais rapidamente do que realmente foi. Mesmo o resfriamento lento dessas ligas ao ar tem a maioria dos efeitos desejados de têmpera; o aço rápido enfraquece muito menos com o ciclo térmico devido ao corte em alta velocidade.

## História
Há evidências do uso de processos de têmpera por ferreiros que remontam a meados da Idade do Ferro, mas existe pouca informação detalhada relacionada ao desenvolvimento dessas técnicas e aos procedimentos empregados pelos primeiros ferreiros. Embora os primeiros ferreiros tenham notado rapidamente que os processos de resfriamento podiam afetar a resistência e a fragilidade do ferro, e pode-se afirmar que o tratamento térmico do aço era conhecido no Velho Mundo desde o final do segundo milênio a.C., é difícil identificar arqueologicamente usos deliberados de têmpera. Além disso, parece que, pelo menos na Europa, 'a têmpera e o revenido separadamente não parecem ter-se tornado comuns até ao século XV'; é útil distinguir entre 'têmpera total' do aço, onde a têmpera é tão rápida que apenas a martensita se forma, e 'têmpera frouxa', onde a têmpera é mais lenta ou interrompida, o que também permite a formação de perlita e resulta em uma têmpera menos frágil produtos.
Os primeiros exemplos de aço temperado podem vir da antiga Mesopotâmia, com um exemplo relativamente seguro de um cinzel temperado do século IV a.C. de Al-Mina, na Turquia. O livro 9, linhas 389-94 da Odisseia de Homero é amplamente citado como uma das primeiras, possivelmente a primeira, referência escrita à extinção:
como quando um homem que trabalha como ferreiro mergulha uma grande lâmina de machado ou enxó em água fria, tratando-a de temperamento, já que é assim que o aço se torna forte, mesmo assim o olho do Ciclope chiou ao redor do feixe da oliveira.
No entanto, não há dúvida de que a passagem descreve o endurecimento deliberado, em vez de simplesmente o resfriamento. Da mesma forma, existe a possibilidade de que o Mahabharata se refira à têmpera em óleo de pontas de flechas de ferro, mas a evidência é problemática.
Plínio, o Velho, abordou o tema dos têmperas, distinguindo as águas dos diferentes rios. Os capítulos 18-21 do De diversis artis de Teófilo Presbítero mencionam a têmpera, recomendando, entre outras coisas, que 'as ferramentas também recebem um temperamento mais duro na urina de um menino ruivo do que na água comum'. Uma das primeiras discussões mais completas sobre têmpera é o primeiro livro impresso ocidental sobre metalurgia, Von Stahel und Eysen, publicado em 1532, que é característico dos tratados técnicos do final da Idade Média.
O estudo científico moderno da têmpera começou a ganhar impulso real a partir do século XVII, com um passo importante sendo a discussão liderada pela observação por Giovanni Battista della Porta em sua Magia Naturalis de 1558.